# Източнокарибски долар
Източнокарибският долар е валутата на седемте държави от Организацията на източнокарибските държави: Антигуа и Барбуда, Доминика, Гренада, Сейнт Китс и Невис, Сейнт Лусия, Сейнт Винсънт и Гренадини, както на островите Ангила и Монсерат. Съществува от 1965 г. и се явява наследник на британския западноиндийски долар. Обикновено се съкращава като $ или EC$, за да се различава от останалите доларови валути. Един източнокарибски долар се разделя на 100 цента. Фиксиран е към щатския долар от 7 юли 1946 г. при курс US$1 = EC$2,70.

## История
През 1946 г. на валутна конференция е решено източнокарибските държави да установят обща валута, която да замени текущата организация от три различни валутни борда (на Барбадос, Британска Гвиана и Тринидад и Тобаго). През 1949 г. правителството на Великобритания формализира доларовата система, въвеждайки британския западноиндийски долар с курс $4,80 за британски паунд. Това е една от многото експериментални политически и икономически начинания на британското правителство за учредяване на обща система в британските западноиндийски територии. През 1951 г. към споразумението се присъединяват Британските Вирджински острови, но това води до недоволства, тъй като територията е по-близка до валутата на съседните Американски Вирджински острови. През 1961 г. Британските Вирджински острови напускат споразумението и приемат щатския долар. До 1955 г. британският западноиндийски долар съществува само под формата на банкноти, без монети.
През 1958 г. е учредена Западноиндийската федерация, като за нейна официална валута се приема британския западноиндийски долар. Някои от страните ѝ членки, обаче, (например Ямайка) така и не приемат новата валута. През 1965 г. британският западноиндийски долар на вече несъществуващата Западноиндийска федерация е заменен от източнокарибския долар при същия курс. Британска Гвиана се изтегля от валутния съюз на следващата година, но Гренада, която използва долара на Тринидад и Тобаго от 1964 г., се включва отново в съюза през 1968 г. През 1972 г. от валутния съюз излиза и Барбадос, след което щаб-квартирата на Източнокарибския валутен орган е преместена в Сейнт Китс и Невис.
До 1981 г. източнокарибският долар съществува само във вида на банкноти. На 5 юли 1983 г. в Бастер е основана Източнокарибската Централна банка. Курсът от $4,80 = £1 паунд е запазен до 1976 г.

## Монети
До 1981 г. се използват монетите на британския западноиндийски долар. През 1982 г. са въведени източнокарибски монети със стойности 1, 2, 5, 10 и 25 цента и 1 долар. Монетите от 1, 2 и 5 цента се секат от алуминий, тези от 10 и 25 цента – от мед-никелова сплав, а доларът е от алуминиево-бронзова сплав. От 1989 г. доларът вече се прави също от мед-никелова сплав. Монетите от 1 и 2 цента се изведени от обращение през юли 2015 г., но остават легално разплащателно средство до 30 юни 2020 г.
| Стойност | Технически параметри | Технически параметри | Технически параметри | Описание                   | Описание    | Описание                                                                 | Дата на първо отсичане |
| Стойност | Диаметър             | Маса                 | Състав               | Ръб                        | Лице        | Гръб                                                                     | Дата на първо отсичане |
| -------- | -------------------- | -------------------- | -------------------- | -------------------------- | ----------- | ------------------------------------------------------------------------ | ---------------------- |
| 1 цент   | 18,42 mm             | 1,03 g               | Алуминий             | Равен                      | Елизабет II | Стойност, година на отсичане, „Източнокарибски държави“, венец с 2 клона | 2002                   |
| 2 цента  | 21,46 mm             | 1,42 g               | Алуминий             | Равен                      | Елизабет II | Стойност, година на отсичане, „Източнокарибски държави“, венец с 2 клона | 2002                   |
| 5 цента  | 23,11 mm             | 1,74 g               | Алуминий             | Равен                      | Елизабет II | Стойност, година на отсичане, „Източнокарибски държави“, венец с 2 клона | 2002                   |
| 10 цента | 18,06 mm             | 2,59 g               | Мед-никелова сплав   | Ръбест                     | Елизабет II | Стойност, година на отсичане, „Източнокарибски държави“, плаващ кораб    | 2002                   |
| 25 цента | 23,98 mm             | 6,48 g               | Мед-никелова сплав   | Ръбест                     | Елизабет II | Стойност, година на отсичане, „Източнокарибски държави“, плаващ кораб    | 2002                   |
| 1 долар  | 26,5 mm              | 7,98 g               | Мед-никелова сплав   | Редуващ се гладък и ръбест | Елизабет II | Стойност, година на отсичане, „Източнокарибски държави“, плаващ кораб    | 2002                   |

## Банкноти
През 1965 г. Източнокарибският валутен орган пуска в обращение банкноти със стойности 1, 5, 20 и 100 долара, всичките те изобразяващи Елизабет II. През 1985 г. Източнокарибската Централна банка пуска в обращение банкнота със стойност от 10 долара. Последните еднодоларови банкноти са издадени през 1989 г., а през 1993 г. е въведена банкнотата от 50 долара. През 2012 г. е пусната нова серия от банкноти, включваща обозначения на Брайлова азбука.
| Лице | Гръб | Стойност   | Лице                                                 | Гръб |
| ---- | ---- | ---------- | ---------------------------------------------------- | --- |
|      |      | 10 долара  | Елизабет II, костенурка, зеленогушо карибско колибри | Адмиралтейският залив на остров Бекиа, карта на Организацията на източнокарибските държави, кафяв пеликан, тропическа риба                                                          |
|      |      | 20 долара  | Елизабет II, костенурка, зеленогушо карибско колибри | Правителственият дом в Монсерат, индийско орехче |
|      |      | 50 долара  | Елизабет II, костенурка, зеленогушо карибско колибри | Сър Дуайт Венер, Бримстоун Хил Фортрес, карта на Организацията на източнокарибските държави, изглед към двата вулканични нека Питон близо до Суфриер в Сейнт Лусия, тропическа риба |
|      |      | 100 долара | Елизабет II, костенурка, зеленогушо карибско колибри | Сър Артър Луис, карта на Организацията на източнокарибските държави, сградата на Източнокарибската Централна банка, тропическа риба                                                 |